# Schakalvråk
Schakalvråk (Buteo rufofuscus) är en fågel i familjen hökar inom ordningen hökfåglar.

## Utseende och läte
Schakalvråken är en stor och kraftig vråk med slående fjäderdräkt mönstrad i svart, vitt och kastanjebrunt. En sällsynt ljusbröstad form kan likna augurvråken, men schakalvråken urskiljs alltid genom mörk framkant på undersidan av vingen. Ungfågeln är med sin fjäderdräkt färgad i brunt och rostrött mer lik andra vråkar, men är större, med breda vingar och kraftigt huvud. Skällande lätet "kaaaa-haa-haa" är säreget, inte olikt ett skall från en schakal, därav namnet.

## Utbredning och systematik
Fågeln förekommer på savann i södra Afrika, i Botswana, Lesotho, Namibia, Sydafrika, Swaziland. Den behandlas som monotypisk, det vill säga att den inte delas in i några underarter.

## Levnadssätt
Schakalvråken hittas i en rad olika öppna miljöer. Där ses den sitta på stolpar eller klippblock och spana efter små till stora ryggradsdjur.

## Status
Arten har ett stort utbredningsområde och beståndet anses stabilt. Internationella naturvårdsunionen IUCN listar den därför som livskraftig (LC).

## Bilder

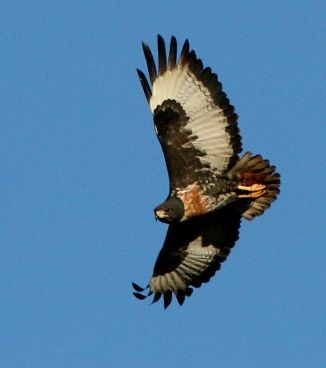
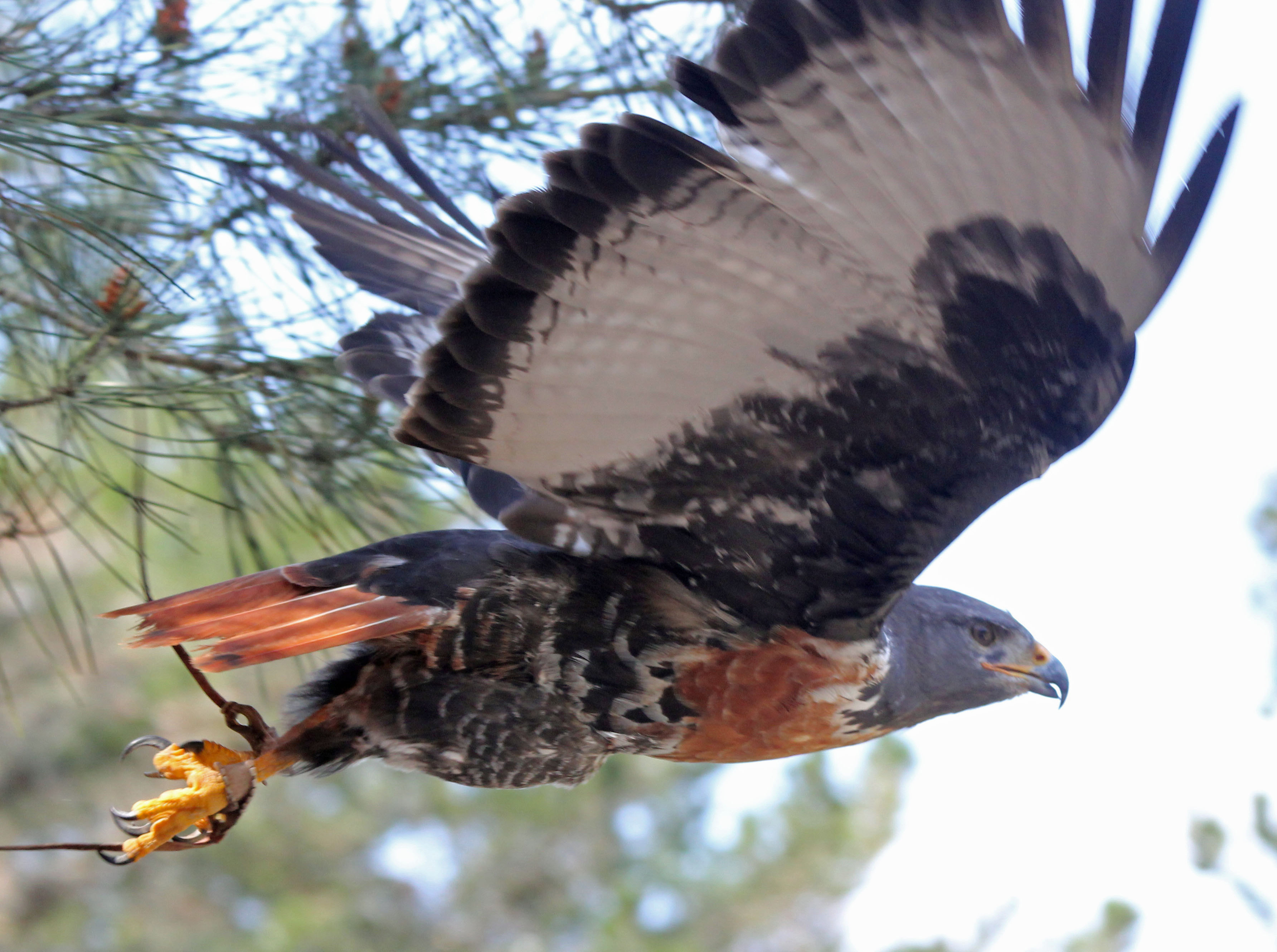
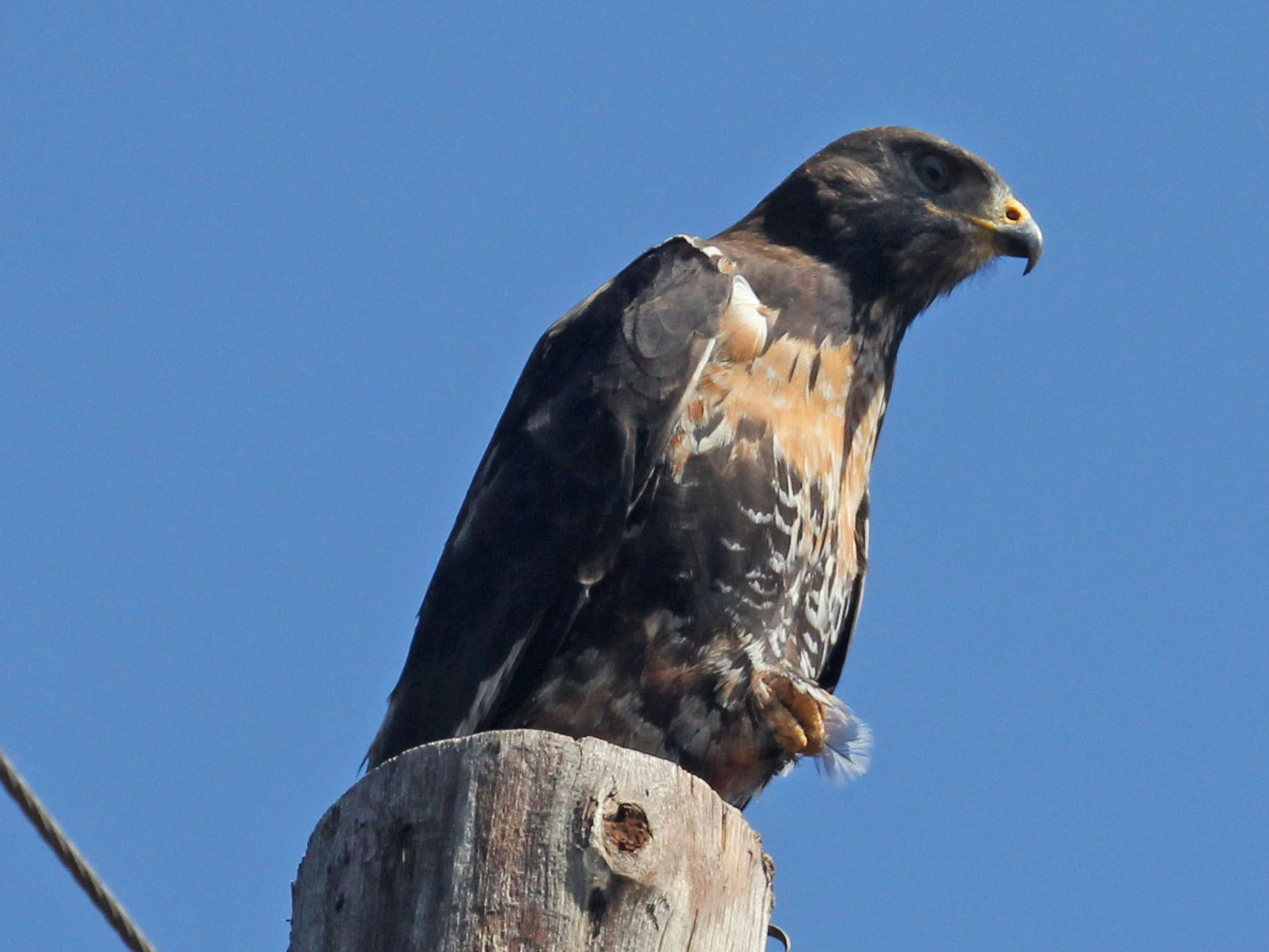